# Ома Таун
«Ома Таун» (англ. Omagh Town Athletic FC) — североирландский футбольный клуб из города Ома, в графстве Тирон. «Ома Таун» основан в 1962 году, 7 июня 2005 года из-за финансовых проблем клуб был расформирован.

## Прежние названия
- 1962—1969 — «Ома Селтик»
- 1969—2005 — «Ома Таун»

## Достижения
- Первый Чемпионшип
  - Победитель: 1999/2000
- Межрегиональный кубок вызова
  - Победитель: 1989/90
- Кубок Флудит
  - Обладатель: 1991/92
- Кубок Ньюс
  - Обладатель: 1997/98
- Северо-восточный кубок
  - Обладатель (6): 1990/91, 1992/93, 1995/96, 1996/97, 1999/00, 2000/01

## Выступления клуба в еврокубках
| Сезон | Турнир          | Раунд | Страна   | Клуб               | Счёт     |
| ----- | --------------- | ----- | -------- | ------------------ | -------- |
| 1998  | Кубок Интертото | 1Р    | Словакия | Римавска Собота    | 0-1, 2-2 |
| 2003  | Кубок Интертото | 1Р    | Беларусь | Шахтёр (Солигорск) | 0-1, 1-7 |

- Р = раунд